# Ralph Fiennes
Ralph Nathaniel Twisleton-Wykeham-Fiennes (Ipswich, 22 de dezembro de 1962) é um ator, diretor e produtor britânico. Um dos atores mais conhecidos e populares da Grã-Bretanha, ele recebeu vários prêmios, incluindo um BAFTA, um AACTA Award, um European Film Award e um Tony Awards, bem como indicações para três Oscar, um para Emmy Awards e sete para Globo de Ouros.
Fiennes é conhecido por suas atuações em Schindler's List, The English Patient, Red Dragon, The Constant Gardener, Harry Potter, The Reader, Skyfall, The Grand Budapest Hotel, A Bigger Splash e Spectre. Já foi duas vezes indicado ao Oscar nas categorias de Melhor Ator Coadjuvante, por Schindler's List, e Melhor Ator, por The English Patient, e também primo do Rei Carlos III.

## Biografia

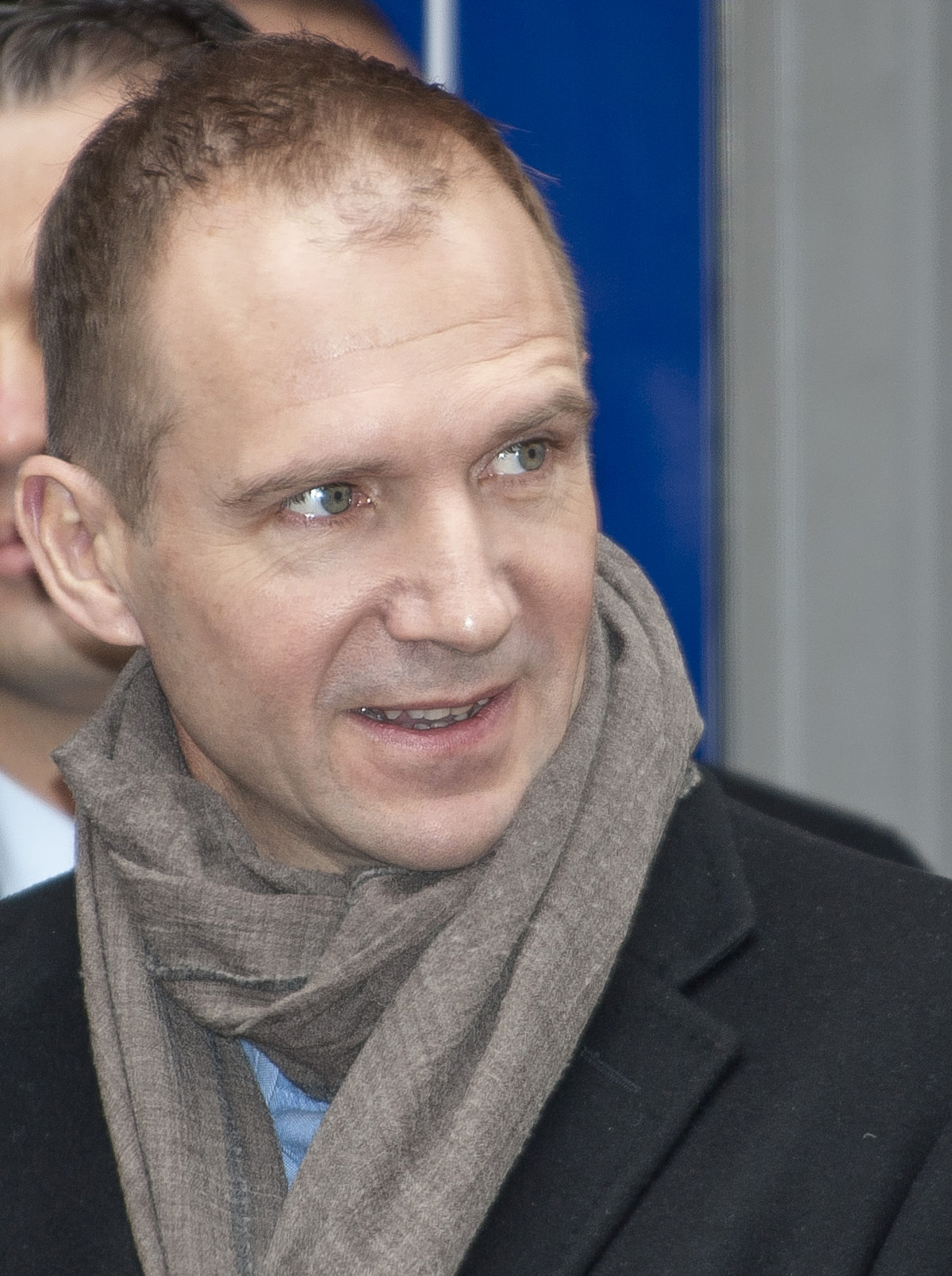
Fiennes em 2011.

Fiennes nasceu em Ipswich, em Suffolk, Inglaterra, em uma família aristocrática inglesa, filho de Mark Fiennes (1933-2004), agricultor e fotógrafo (e filho do empresário Sir Maurice Fiennes, 1907-1994), e Jennifer Lash (1938 - 1993), uma escritora. Seu sobrenome é de origem nobre normanda. Ele é primo de 8º grau de Carlos III do Reino Unido, e primo de 3.º grau do aventureiro Ranulph Fiennes. O mais velho dos sete filhos, seus irmãos são o ator Joseph Fiennes, a diretora Martha Fiennes, o compositor Magnus Fiennes, a cineasta Sophie Fiennes, o conservacionista Jacob Fiennes e o arqueólogo Michael Emery.
A família Fiennes mudou-se para a Irlanda em 1973 e viveu em West Cork e em County Kilkenny durante alguns anos. Ralph estudou um ano na St. Kieran's College e depois na Newtown School, uma escola independente de Quakers em County Waterford. A família mudou-se para Salisbury, na Inglaterra, onde Ralph terminou os seus estudos secundários na Bishop Wordsworth School. Fiennes chegou a frequentar a faculdade Chelsea College of Art antes de decidir que queria seguir a área da representação.
Desempenhou papéis importantes em grandes filmes como Schindler's List, The English Patient, Red Dragon, Lord Voldemort em cinco filmes da franquia Harry Potter, The Constant Gardener, The Reader e Skyfall.
Ralph Fiennes estudou representação na Royal Academy of Dramatic Art (RADA) entre 1983 e 1985. A sua carreira começou no Open Air Theatre do Regent’s Park e no National Theatre antes de começar a ganhar proeminência na companhia de teatro Royal Shakespeare Company. Fiennes estrou-se no pequeno ecrã em 1990 e, em 1992 entrou no seu primeiro filme no papel de Heathcliff na versão desse ano do romance Wuthering Heights, onde contracenou com Juliette Binoche.
1993 foi o ano de revelação de Ralph Fiennes. O ator conseguiu um dos papéis principais no filme controverso e muito mal recebido, The Baby of Mâcon de Peter Greenway. Perto do final desse ano estreou Schindler’s List de Steven Spielberg, onde Ralph Fiennes fez o papel do comandante sem moral de um campo de concentração nazi, Amon Göth. Este papel fez com que se tornasse conhecido internacionalmente e valeu-lhe uma nomeação para os Óscares na categoria de Melhor Ator Secundário e o prémio BAFTA nessa categoria, entre outros. O seu personagem entrou na lista dos 50 melhores vilões da História do cinema do American Film Institute.
Este papel perturbou profundamente Fiennes que engordou 13 kg. para o interpretar. Sobre o mesmo, o ator disse:
"O mal é algo que se vai acumulando. É algo que acontece. As pessoas acreditam que têm de fazer o seu trabalho, que têm de adotar uma certa ideologia, que têm de viver uma certa vida; têm de sobreviver, têm um trabalho para fazer, é algo que vai acontecendo de dia para dia, centímetro por centímetro, pequenas transigências, pequenas formas de dizermos a nós próprios que é desta forma que temos de viver a nossa vida e, de repente, estas coisas podem acontecer. Mas a minha função era a de representar o homem, o ser-humano. Há uma espécie de banalidade, aquela rotina que eu acho que era importante. E isso estava no guião. Tanto que numa das primeiras cenas com o Oskar Schindler, com o Liam Neeson, havia uma cena onde eu digo: “Tu não compreendes a dificuldade disto. Eu tenho de encomendar tantos metros de arame farpado e tantos postes de vedação e tenho de transportar tantas pessoas de um lado para o outro”. E é por isso que ele está, de certa forma, a descarregar a frustração que vem das dificuldades do emprego dele."
Em 1994, Fiennes fez o papel do académico americano Charles Van Doren em Quiz Show. Em 1996 foi nomeado para Melhor Ator Principal nos Óscares pelo seu papel no romance épico da Segunda Guerra Mundial, The English Patient, onde contracena com Kristin Scott-Thomas. A carreira de Fiennes no cinema varia entre thrillers (Spider), filmes de animação (The Prince of Egypt), filmes exageradamente nostálgicos (The Avengers), comédias românticas (Maid in Manhattan) e dramas históricos (Sunshine).
Em 1999, Ralph Fiennes protagonizou o filme Onegin. O ator foi um dos produtores do filme, a sua irmã, Martha Fiennes, foi a realizadora e o seu irmão Magnus compôs a banda sonora.
The Constant Gardener foi lançado em 2005 e Ralph Fiennes foi um dos protagonistas. O filme passa-se no Quénia e nele são mostradas imagens de pessoas reais das favelas de Kibera e Loiyangalani. As filmagens nestes locais impressionaram o elenco e a equipa técnica que criaram um fundo (o Constant Gardener Trust) com o objetivo de fornecer educação básica aos filhos dos habitantes destas aldeias. Ralph é benfeitor deste fundo.
É também benfeitor da Shakespeare School Festival, uma instituição de caridade que dá a oportunidade a crianças de todo o Reino Unido de representarem peças de Shakespeare em teatros profissionais.
Ralph Fiennes fez o papel de Lord Voldemort pela primeira vez no filme Harry Potter e o Cálice de Fogo, o quarto filme da saga Harry Potter, em 2005. Voltou a representar o papel nos filmes Harry Potter e a Ordem da Fénix e nas duas partes de Harry Potter e os Relíquias da Morte.
O desempenho de Ralph Fiennes na peça Faith Healer em 2006 valeu-lhe uma nomeação para os prémios Tony do ano seguinte. Em 2008 trabalhou com o seu colaborador de longa data, o encenador Jonathan Kent, na peça Oedipus the King no National Theatre, onde fez o papel de Sophcoles. No mesmo ano estreou o filme The Duchess onde faz o papel do Duque de Devonshire e contracena com Keira Knightley. Ainda nesse ano estreou o filme The Reader que protagonizou com Kate Winslet e The Hurt Locker (que o reuniu com a realizadora Kathryn Bigelow depois do filme Strange Days de 1995) onde faz o papel de um mercenário inglês.
Em 2010 fez o papel de Hades em Clash of the Titans, um remake do filme de 1981 com o mesmo nome. Em 2011 foi lançado o filme Coriolanus, a sua estreia como realizador. Em 2012 participou no vigésimo-terceiro filme da saga 007, Skyfall, realizado por Sam Mendes. Nos próximos filmes da saga vai substituir Judi Dench no papel de M.
Em 2014 estreou o segundo filme que realizou, The Invisible Woman. Ralph Fiennes protagoniza também o filme no papel de Charles Dickens e contracena com Felicity Jones que faz o papel de Nelly Terman, uma jovem atriz com quem teve um caso.
Apesar de não ser conhecido como um ator cómico, em 2014 teve um desempenho marcante em The Grand Budapest Hotel. Um crítico disse: "No final de contas é Fiennes quem deixa a maior impressão. A sua declamação impiedosa, o seu humor seco e a sua profanidade alegre fizeram com que o filme se mantivesse alegre à medida que prosseguia".
Em 2015, estrelou o filme A Bigger Splash de Luca Guadagnino, no papel do produtor musical Harry Hawkes, atuando ao lado de Tilda Swinton, Matthias Schoenaerts e Dakota Johnson.

### Vida pessoal
Ralph Fiennes é embaixador da UNICEF UK e já fez trabalho de caridade em países como a índia, o Quirguistão, o Uganda e a Roménia.
Fiennes conheceu a atriz Alex Kingston quando ambos eram estudantes na Academia Real de Arte Dramática. Depois de namorar por dez anos, eles se casaram em 1993. Eles se divorciaram em 1997.
Em 1995, Fiennes começou um relacionamento com Francesca Annis, uma atriz 18 anos mais velha. Após 11 anos juntos, o casal se separou em fevereiro de 2006.
Em 7 de setembro de 2017, Fiennes recebeu a cidadania sérvia, assinada pela primeira-ministra sérvia Ana Brnabić.

## Filmografia
| Ano  | Filme/Série                                         | Personagem                                                                      | Notas            |
| ---- | --------------------------------------------------- | ------------------------------------------------------------------------------- | ---------------- |
| 1990 | Um Homem Perigoso                                   | T. E. Lawrence                                                                  | [ 8 ]            |
| 1991 | O Suspeito                                          | Micheal                                                                         |                  |
| 1992 | O Morro dos Ventos Uivantes                         | Heathcliff                                                                      |                  |
| 1993 | A Lista de Schindler                                | Amon Göth                                                                       |                  |
| 1993 | O Bebê Santo de Macon                               | filho do Bispo                                                                  |                  |
| 1993 | Má Influência                                       | John Talbot                                                                     |                  |
| 1994 | Quiz Show - A Verdade dos Bastidores                | Charles Van Doren                                                               |                  |
| 1995 | Estranhos Prazeres                                  | Lenny Nero                                                                      |                  |
| 1996 | O Paciente Inglês                                   | Conde Laszlo de Almásy                                                          |                  |
| 1997 | Oscar e Lucinda - Uma História de Amor e de Loucura | Oscar Hopkins                                                                   |                  |
| 1998 | Os Vingadores                                       | John Steed                                                                      |                  |
| 1998 | O Príncipe do Egito                                 | Voz de Ramessés                                                                 |                  |
| 1999 | Paixão Pribida                                      | Evgeny Onegin                                                                   |                  |
| 1999 | Sunshine                                            | Ignatz Sonnenschein/ Adam Sors/ Ivan Sors                                       |                  |
| 1999 | Fim de Caso                                         | Maurice Bendrix                                                                 |                  |
| 2000 | O Senhor dos Milagres                               | Voz de Jesus                                                                    |                  |
| 2002 | Encontro de Amor                                    | Christopher Marshel                                                             |                  |
| 2002 | Dragão Vermelho                                     | Francis Dolarhyde                                                               |                  |
| 2002 | Spider - Desafie sua Mente                          | Dennis Cleg                                                                     |                  |
| 2002 | O Grande Ladrão                                     | Tony Angel                                                                      |                  |
| 2005 | Chromophobia                                        | Stephan Tulloch                                                                 |                  |
| 2005 | Harry Potter & O Cálice de Fogo                     | Lord Voldemort                                                                  |                  |
| 2005 | Más Companhias                                      | Prefeito Michael Ebbs                                                           |                  |
| 2005 | O Jardineiro Fiel                                   | Justin Quayle                                                                   |                  |
| 2005 | The White Countess                                  | Todd Jackson                                                                    |                  |
| 2005 | Wallace & Gromit: A Batalha dos Vegetais            | Voz de Victor Quartermaine                                                      |                  |
| 2006 | Doris & Bernard                                     | Bernard                                                                         |                  |
| 2006 | Land of the Blind                                   | Joe                                                                             |                  |
| 2006 | Who Killed Norma Barnes?                            | Issac Barnes                                                                    |                  |
| 2007 | Arthur: The Legend Begins                           | Mordred                                                                         |                  |
| 2007 | Harry Potter & A Ordem da Fênix                     | Lord Voldemort                                                                  |                  |
| 2008 | In Bruges                                           | Harry Waters                                                                    |                  |
| 2008 | The Dutchess                                        | Duque de Devonshire                                                             |                  |
| 2008 | The Reader                                          | Michael Berg                                                                    |                  |
| 2009 | Harry Potter & O Enigma do Príncipe                 | Lord Voldemort                                                                  |                  |
| 2009 | Guerra ao Terror                                    | Líder de Mercenários Aliados                                                    |                  |
| 2010 | Cemetery Junction                                   | Mr Kendrick                                                                     |                  |
| 2010 | Fúria de Titãs                                      | Hades                                                                           |                  |
| 2010 | Coriolanus                                          | Coriolanus                                                                      | Diretor do Filme |
| 2010 | Harry Potter & As Relíquias da Morte - Parte 1      | Lord Voldemort                                                                  |                  |
| 2010 | Nanny McPhee & As Lições Mágicas                    | Lord Gray                                                                       |                  |
| 2010 | The Wildest Dream                                   | Voz de George Mallory                                                           |                  |
| 2011 | Harry Potter & As Relíquias da Morte - Parte 2      | Lord Voldemort                                                                  |                  |
| 2011 | A Oitava Página                                     | Alec Beasley                                                                    |                  |
| 2012 | 007 - Operação Skyfall                              | Gareth Mallory / M                                                              |                  |
| 2012 | Fúria de Titãs 2                                    | Hades                                                                           |                  |
| 2013 | The Invisible Woman                                 | Charles Dickens                                                                 |                  |
| 2014 | Rev. (TV)                                           | Bispo de Londres                                                                |                  |
| 2014 | O Grande Hotel Budapest                             | M. Gustave                                                                      |                  |
| 2015 | 007 - Contra Spectre                                | M                                                                               |                  |
| 2015 | A Bigger Splash                                     | Harry Hawkes                                                                    |                  |
| 2019 | Segredos Oficiais                                   | Ben Emmerson                                                                    | [ 9 ]            |
| 2021 | A Escavação                                         | Basil Brown                                                                     |                  |
| 2021 | King's Man: A Origem                                | Orlando, Duque de Oxford / Arthur Um Aristocrata e Líder de Rede de Espionagem. |                  |
| 2022 | Harry Potter 20th Anniversary: Return to Hogwarts   | Ele Mesmo                                                                       | Reunião Especial |

## Prémios e nomeações

#### Oscar
| Ano  | Categoria               | Filme               | Resultado |
| ---- | ----------------------- | ------------------- | --------- |
| 1994 | Melhor Ator Coadjuvante | Schindler's List    | Indicado  |
| 1997 | Melhor Ator             | The English Patient | Indicado  |
| 2025 | Melhor Ator             | Conclave            | Indicado  |

#### Globo de Ouro
| Ano  | Categoria                                  | Filme                    | Resultado |
| ---- | ------------------------------------------ | ------------------------ | --------- |
| 1994 | Melhor Ator Coadjuvante em Cinema          | Schindler's List         | Indicado  |
| 1997 | Melhor Ator em Cinema - Drama              | The English Patient      | Indicado  |
| 2009 | Melhor Ator Coadjuvante em Cinema          | The Duchess              | Indicado  |
| 2009 | Melhor Ator em Minissérie ou Telefilme     | Bernard and Doris        | Indicado  |
| 2015 | Melhor Ator em Cinema - Comédia ou Musical | The Grand Budapest Hotel | Indicado  |
| 2023 | Melhor Ator em Cinema - Comédia ou Musical | The Menu                 | Indicado  |
| 2025 | Melhor Ator em Cinema - Drama              | Conclave                 | Indicado  |

#### BAFTA
| Ano  | Categoria                                         | Filme                    | Resultado |
| ---- | ------------------------------------------------- | ------------------------ | --------- |
| 1994 | Melhor Ator Coadjuvante                           | Schindler's List         | Venceu    |
| 1997 | Melhor Ator                                       | The English Patient      | Indicado  |
| 2000 | Melhor Ator                                       | The End of the Affair    | Indicado  |
| 2006 | Melhor Ator                                       | The Constant Gardener    | Indicado  |
| 2012 | Melhor Estreia como Escritor, Diretor ou Produtor | Coriolanus               | Indicado  |
| 2015 | Melhor Ator                                       | The Grand Budapest Hotel | Indicado  |
| 2025 | Melhor Ator                                       | Conclave                 | Indicado  |

#### Emmy Awards
| Ano  | Categoria                              | Filme             | Resultado |
| ---- | -------------------------------------- | ----------------- | --------- |
| 2008 | Melhor Ator em Minissérie ou Telefilme | Bernard and Doris | Indicado  |

#### SAG Awards
| Ano  | Categoria                              | Filme                    | Resultado |
| ---- | -------------------------------------- | ------------------------ | --------- |
| 1997 | Melhor Ator Principal                  | The English Patient      | Indicado  |
| 1997 | Melhor Elenco em Cinema                | The English Patient      | Indicado  |
| 2009 | Melhor Ator em Minissérie ou Telefilme | Bernard and Doris        | Indicado  |
| 2015 | Melhor Elenco em Cinema                | The Grand Budapest Hotel | Indicado  |
| 2025 | Melhor Elenco em Cinema                | Conclave                 | Venceu    |
| 2025 | Melhor Ator Principal                  | Conclave                 | Indicado  |

#### Critics' Choice Awards
| Ano  | Categoria              | Filme                    | Resultado |
| ---- | ---------------------- | ------------------------ | --------- |
| 2015 | Melhor Ator em Comédia | The Grand Budapest Hotel | Indicado  |
| 2015 | Melhor Ator em Cinema  | The Grand Budapest Hotel | Indicado  |
| 2025 | Melhor Ator em Cinema  | Conclave                 | Indicado  |
| 2025 | Melhor Elenco          | Conclave                 | Venceu    |

#### Tony Awards
| Ano  | Categoria                                 | Filme        | Resultado |
| ---- | ----------------------------------------- | ------------ | --------- |
| 1995 | Melhor Ator Principal em uma Peça Teatral | Hamlet       | Venceu    |
| 2006 | Melhor Ator Principal em uma Peça Teatral | Faith Healer | Indicado  |